# 천재교육
천재교육은 교과서와 학습 교재를 출판하는 대한민국의 교육 출판 전문기업으로 1981년에 설립되었다. 설립 당시 명칭은 도서출판 천재교육이었으나 1986년 11월에 주식회사 천재교육으로 이름을 바꾸었다.
천재교육은 교과서와 학습 교재를 출간하는 교육, 출판 전문 기업이다. 제5차 교육과정부터 국정, 검정, 인정 교과용 도서를 개발, 발행하고 연간 3,700여 종에 이르는 유아동, 초, 중, 고등 학습 교재를 발간하고 있다.

## 관계 회사
- 천재교과서
- 프린피아
- 해법에듀
- 천재상사
- AP로지스틱스
- AP이노베이션

## 같이 보기
- 좋은책신사고
- 비상교육